# Inmigración irlandesa en Chile
La inmigración irlandesa en Chile es el movimiento migratorio de ciudadanos irlandeses hacia la República de Chile. Los irlandeses comenzaron a llegar en cantidad considerable durante los siglos XVIII y XIX, llegando principalmente al puerto de Valparaíso, donde en reiteradas ocasiones eran catalogados como británicos en lugar de irlandeses, ya que durante el siglo XIX Irlanda era parte íntegra del Reino Unido de Gran Bretaña e Irlanda, siendo súbditos británicos. Por eso muchas cifras sobre los británicos en Chile incluyen a los irlandeses, los cuales constituyeron una parte importante de esas cifras migratorias provenientes de las islas británicas junto con los ingleses. Chile es hogar de la segunda comunidad irlandesa en América del Sur contando con aproximadamente 120 000 ciudadanos de ascendencia irlandesa parcial o total.

## Historia
La llegada de inmigrantes irlandeses al actual territorio chileno comienza de manera significativa a finales del siglo XVIII.

## Inmigrantes e hiberno-chilenos destacados
- Ambrosio O'Higgins (1720-1801), militar y gobernador de la Capitanía de Chile.
- Bernardo O'Higgins (1778-1842), político y militar, considerado el padre de la Patria de Chile. Una región de Chile lleva su nombre.
- Carlos Ibáñez del Campo (1877-1960), político y militar, dos veces presidente de Chile. Una región de Chile lleva su nombre. Ibáñez es la castellanización de Evans.
- William Blest Maiben (1800-1880), médico.
- Alberto Blest Gana (1830-1920), novelista y diplomático.
- Patricio Lynch (1824-1886), militar y diplomático.
- Juan Mackenna O'Reilly (1771-1814), militar.
- Benjamín Vicuña Mackenna (1831-1886), político e historiador.
- Pablo Mackenna (1969), presentador de televisión.
- Carlos O'Carroll (1789-1820), militar.
- Pedro O'Higgins (1818-1868), empresario.
- Jorge O'Ryan (1958), baloncestista.
- Sandra O'Ryan (1960), actriz.